# Apostolepis vittata
Apostolepis vittata är en ormart som beskrevs av Cope 1887. Apostolepis vittata ingår i släktet Apostolepis och familjen snokar. Inga underarter finns listade i Catalogue of Life.
Arten förekommer i delstaten Mato Grosso i Brasilien samt i Bolivia. Honor lägger ägg.